# Hemilea acrotoxa
Hemilea acrotoxa är en tvåvingeart som först beskrevs av Erich Martin Hering 1938. Hemilea acrotoxa ingår i släktet Hemilea och familjen borrflugor.
Artens utbredningsområde är Myanmar. Inga underarter finns listade i Catalogue of Life.